# Нађа Марић
Нађа П. Марић (Лесковац, 14. децембар 1968) српски је психијатар. Руководилац је Службе за научно — истраживачку и образовну делатност "Проф. Предраг Каличанин" на Институту за ментално здравље у Београду (од 2019) и редовни професор на Медицинском факултету Универзитета у Београду (од 2022. године). Др Марић је члан Савета Удружења психијатара Србије и члан управног одбора Српског савета за мозак. Руководила је Клиником за психијатрију Клиничког центра Србије, најстаријом психијатријском академском институцијом у Србији, у периоду од 2011. до 2013. године и била је начелница Одељења за научно-истраживачки рад и ране интервенције у психијатрији (2009 – 2019. године) на овој Клиници.
Докторирала је на тему примене структуралног неуроимиџинга у испитивању полних разлика у схизофренији 2003. године. Бави се лечењем психоза и поремећаја расположења (униполарна депресија, биполарни поремећај). Залаже се за увођење метода раних интервенција у психијатрији и развој неуронаука. Живи и ради у Београду.

## Стручна биографија, дипломе и звања
Дипломирала је на Медицинском факултету у Београду 1993. године. Била је стипендиста Републичке фондације за развој научног подмлатка. Специјалиста је психијатрије од 1998.
Под менторством Проф. Др Мирославе Јашовић-Гашић магистрирала је на Медицинском факултету у Београду 1998. године, а затим  и докторирала 2003. године са темом  „Полне разлике у схизофренији: анализа мождане морфологије“ .
Кроз дуже студијске боравке (2001/2002), укључила се у рад Одсека за психијатрију и неуропсихологију Универзитетa у Мастрихту, Холандија, под супервизијом Џима ван Оса и Лабораторије за истраживање мозга Клинике за психијатрију Универзитета у Бону, Немачка, под супервизијом професора Питера Фалкалаја и Волфганга Мајера. Током боравка у наведеним институцијама, које припадају мрежи EURON (Европска постдипломска школа неуронаука), обавила је највећи део истраживања везаног за докторску тезу. Током студијског боравка (мај–септембар 2001. године) боравила је на Институту за психијатрију у Лондону, Уједињено Краљевство
, по позиву професора Робина Марија.
Проф. Нађа Марић је, почев од 2000. године, била позивана ради предавања на научним и стручним састанцима у земљи и иностранству, а руководила је већим бројем радионица националног и интернационалног значаја.
Руководила је националним истраживањем душевног здравља становништва Србије – CoV2Soul, финансираног од стране Фонда за науку РС.

## Пројекти
Интернационални пројекти:
- 2018 – 2021 Implementation of an effective and cost-effective psychosocial intervention for patients with schizophrenia in five low and middle income countries in South-eastern Europe;

Grant number: 779334 — IMPULSE — H2020 – Главни истраживач за Србију.
За више информација-DIALOG+
- 2019 – 2021 ADHD - Exchanging Good Practices for people with Attention Deficit Hyperactivity Disorder (ADHD) and their caregivers (ADHD-CARE);Grant number: 2019-1-RS01-КА204-000910 ERASMUS + I – .

За више информација - ADHD-CARE
- The European Network of National Schizophrenia Networks Studying Gene-Environment Interactions (EUGEI)[14][15][16][17][18] - руководилац пројекта за Србију.

- Pre-Clinical and Patient Studies of Affective Disorders in Serbia. National Institute of Health, УСA. Funding Fogarty Program - rukovodilac kliničkog podprojekta.
- mPIVAS[19] - mHealth psychoeducational intervention versus antipsychotic-induced side effects - руководилац пројекта за Србију. Пројектом је обухваћен развој мобилне апликације PsyLOG и психоедукација уз помоћ мобилне апликације у контроли нежељених дејстава антипсихотика.
- „NEMESIS study”, Section for Social Psychiatry&Psychiatric Epidemiology, University Maastricht (координатор Jim van Os).
- „Schizophrenia MRI Famili Study”, University Bonn, Laboratory for Psychiatric Brain Research (координатор Peter Falkai).
- „Cumulative Exposure to Estrogen as a Risk-factor for Schizophrenia”, колаборативни пројекат између Section for Social Psychiatry & Psychiatric Epidemiology, University Maastricht (Jim van Os) i Института за Психијатрију УКЦ, Београд
- „Hypopituitarism following traumatic brain injury (TBI)”, члан The Athens TBI and Hypopituitarism Study Group.

Национални пројекти:
- Фосфорилисаност глукокортикоидног рецептора као биомаркера поремећаја расположења / Министарство образовања и науке Републике Србије III 41029 - руководилац подпројекта.
- Контрола енергетске хомеостазе код човека у различитим паталошким стањима/ Министарство образовања и науке Републике Србије OI 175033 - истраживач.
- „Депресија у схизофренији”, Министарство за науку технологију, руководилац проф. др М. Јашовић Гашић.
- „Патогенетски процеси у схизофренији: Оксидативни стрес, когниција и могућности фармаколошке модификације”, Министарство за науку и технологију, руководилац проф. др В. Р. Пауновић,
- „Нови молекули у контроли секреције хормона раста и енергетске хомеостазе код људи”, руководилац проф. др В. Поповић, Министарство за науку Републике Србије.

## Награде и признања
- 2005 — [20];
- 2004 — AEP Research Award for the best published paper by young psychiatrist;
- 2003 — Young Investigator Award, International Congress on Schizophrenia Research;
- 1991 — Прва награда Универзитета у Београду за научни рад студената.

Била је стипендиста домаћих и интернационалних фондација
- 1993—95 — Стипендија републичког министарства за науку и технологију за младе таленте.
- 2001—02 — .
- 2001—02 — .
- 2002 — Wellcome Trust Fellowship, London;

## Научни и стручни рад
Др Марић је 2016. године стекла звање научног саветника. Као аутор или коаутор, публиковала је преко 100 радова са СЦИ листе са преко 2600 цитата (h−index 28-Scopus8).